# Kovás község
Kovás község (románul: Comuna Coaș) község Máramaros megyében, Romániában. Központja Kovás, hozzá tartozik Láposköz.

## Népessége
A 2011-es népszámlálás adatai alapján a község népessége 1402 fő volt.

## Története
2004-ben vált ki Szakállasfalva községből és szervezték önálló községgé.